# Sinpyong
Sinpyong (Hán Việt: Tân Bình) là một huyện thuộc tỉnh Hwanghae Bắc tại Cộng hòa Dân chủ Nhân dân Triều Tiên. Huyện giáp với Koksan và phía nam, giáp với Suan và Yonsan ở phía tây nam, giáp với huyện Hoechang của tỉnh Pyongan Nam ở phía tây và tây bắc, giáp với Sinyang và Yangdok của tỉnh Pyongan Nam ở phía bắc, giáp với huyện Poptong và Pankyo của tỉnh Kangwon ở phía đông. Năm 2008, dân số của huyện Singye là 63.727 người (30.234 nam và 33.493 nữ), trong đó dân số đô thị là 32.519 người (51%), dân số nông thôn là 31.208 người (49%).